# Megalagathis fuelleborni
Megalagathis fuelleborni är en stekelart som först beskrevs av Szepligeti 1914.  Megalagathis fuelleborni ingår i släktet Megalagathis och familjen bracksteklar. Inga underarter finns listade i Catalogue of Life.